# James H. Kyle

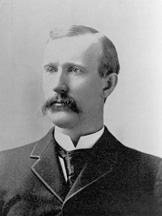
James H. Kyle

James Henderson Kyle (* 24. Februar 1854 in Cedarville, Ohio; † 1. Juli 1901 in Aberdeen, South Dakota) war ein US-amerikanischer Politiker, der den Bundesstaat South Dakota im US-Senat vertrat.

## Leben
James Kyle, dessen Vorfahren aus Schottland und Irland eingewandert waren, kam auf der Farm seiner Eltern in Ohio zur Welt. Er hatte mindestens fünf Geschwister. Als er elf Jahre alt war, zog er mit seiner Familie nach Urbana in Illinois. Als junger Man versuchte er sich zunächst in verschiedenen Berufsfeldern, ehe er ein Studium des Bauingenieurwesens und der Rechtswissenschaften absolvierte; später entschied er sich aber dafür, Pastor in der Congregational Church zu werden. Er machte 1881 seinen Abschluss am theologischen Seminar von Pennsylvania und ließ sich im folgenden Jahr in Salt Lake City nieder, um dort als Geistlicher und Direktor eines Seminars zu arbeiten. 1885 zog er nach South Dakota, weil das dortige Klima besser für die Gesundheit seiner Frau geeignet war. Bis 1891 war Kyle dort als Pastor tätig.

## Politik
Im Jahr 1890 schlug er dann eine politische Karriere ein und wurde in den Senat von South Dakota gewählt. Dort verbrachte er allerdings nicht einmal ein Jahr, denn am 4. März 1891 zog er in den US-Senat ein – zu diesem Zeitpunkt noch als Unabhängiger, weil er sich weigerte, einer politischen Partei beizutreten. Er wurde allerdings von den Demokraten bei seiner Kandidatur unterstützt. Während seiner ersten Amtszeit wurde Kyle dann Mitglied der neu entstandenen Populist Party; als diese sich einige Jahre später wieder aufzulösen begann, wechselte er zu den Republikanern.
Zu diesem Zeitpunkt war er bereits einmal als Senator durch die Staatslegislative von South Dakota bestätigt worden. Er gehörte zahlreichen Ausschüssen an; unter anderem war er zwischen 1897 und 1901 Vorsitzender des Ausschusses für Bildung und Arbeit. Kyle war einer der maßgeblichen Befürworter bei der Einführung des Labor Day und sprach sich für den Spanisch-Amerikanischen Krieg aus. Während seiner gesamten Senatszeit setzte er sich stets für die Arbeiterrechte ein.
Ab 1898 hatte James Kyle mit schwerwiegenden gesundheitlichen Problemen zu kämpfen. Schließlich starb er während seiner zweiten Amtszeit im Alter von 47 Jahren in seinem ehemaligen Wohnort Aberdeen.